# Anti-epileptica
Anti-epileptica zijn geneesmiddelen tegen de verschijnselen van epilepsie.
Aangezien epilepsie optreedt bij en door een verhoogde prikkelbaarheid van zenuwcellen hebben al deze middelen op de een of andere manier een dempende werking op (delen van het) centraal zenuwstelsel. Anti-epileptica behoren vaak tot de GABA-agonisten die de werking van de dempende neurotransmitter γ-aminoboterzuur versterken.

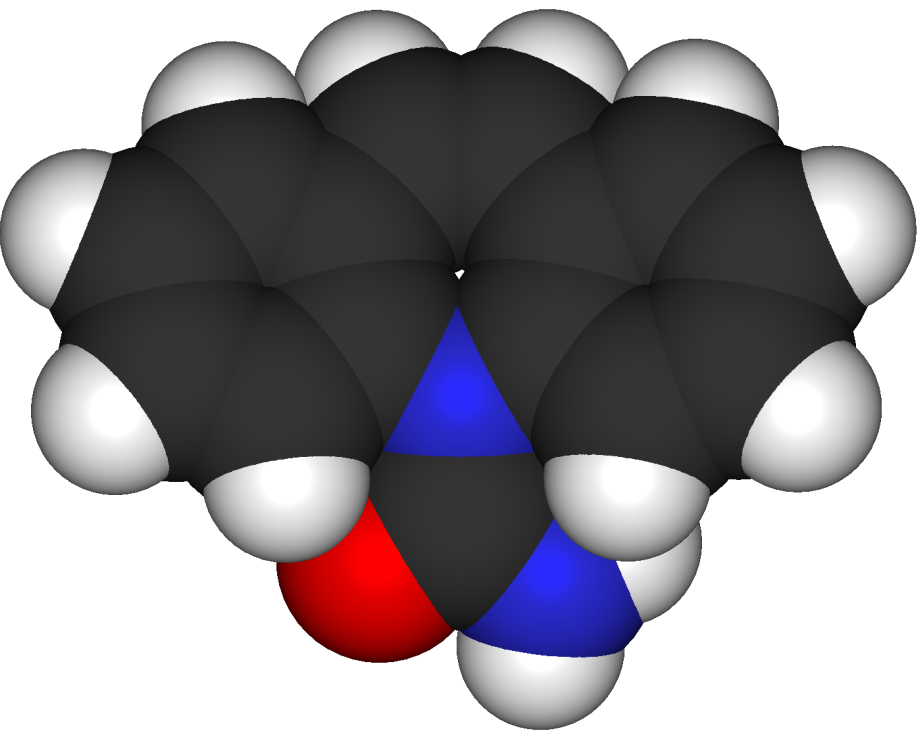
Chemische structuur van een carbamazepine-molecule

Gebruikte middelen zijn onder andere
- carbamazepine (Tegretol®)
- valproïnezuur (natriumvalproaat)(Depakine®)
- lamotrigine (Lamictal®)
- gabapentine (Neurontin®)
- topiramaat (Topamax®)
- pregabaline (Lyrica®)
- levetiracetam (Keppra®)
- benzodiazepinen zoals clonazepam (Ritrovil®) en clobazam (Frisium®)
- fenytoïne (Diphantoïne®)
- fenobarbital
- paraldehyde
- lacosamide (Vimpat®)

Anti-epileptica kunnen interacties met andere genees- of genotmiddelen hebben. Alcohol kan de werking van anti-epileptica versterken. Sommige anti-epileptica kunnen de werking van de anticonceptiepil verminderen of tenietdoen.